# Дейтон (Вашингтон)
Дейтон (англ. Dayton) — місто (англ. city) в США, в окрузі Колумбія штату Вашингтон. Населення — 2448 осіб (2020).

## Географія
Дейтон розташований за координатами 46°19′1″ пн. ш. 117°58′36″ зх. д. / 46.31694° пн. ш. 117.97667° зх. д. (46.316958, -117.976764).  За даними Бюро перепису населення США в 2010 році місто мало площу 3,69 км², уся площа — суходіл.

### Клімат
| Клімат : Дейтон                        | Клімат : Дейтон | Клімат : Дейтон | Клімат : Дейтон | Клімат : Дейтон | Клімат : Дейтон | Клімат : Дейтон | Клімат : Дейтон | Клімат : Дейтон | Клімат : Дейтон | Клімат : Дейтон | Клімат : Дейтон | Клімат : Дейтон | Клімат : Дейтон |
| Показник                               | Січ.            | Лют.            | Бер.            | Квіт.           | Трав.           | Черв.           | Лип.            | Серп.           | Вер.            | Жовт.           | Лист.           | Груд.           | Рік             |
| Абсолютний максимум, °C                | 20,6            | 23,3            | 26,1            | 33,9            | 38,3            | 42,8            | 42,8            | 45,6            | 40,6            | 33,3            | 26,7            | 20,6            | 45,6            |
| Середній максимум, °C                  | 4,6             | 7,7             | 11,9            | 16,2            | 20,6            | 25,1            | 30,3            | 30,3            | 24,9            | 17,9            | 9,3             | 4,7             | 17,0            |
| Середня температура, °C                | 0,7             | 3,2             | 6,6             | 9,9             | 13,8            | 17,7            | 21,6            | 21,6            | 16,8            | 10,8            | 4,9             | 1,0             | 10,8            |
| Середній мінімум, °C                   | −3,2            | −1,4            | 1,2             | 3,7             | 7,1             | 10,2            | 12,9            | 12,8            | 8,6             | 3,7             | 0,6             | −2,8            | 4,5             |
| Абсолютний мінімум, °C                 | −30             | −30             | −15             | −8,3            | −5              | −1,7            | 1,1             | 1,1             | −4,4            | −13,9           | −23,3           | −31,7           | −31,7           |
| Норма опадів, мм                       | 60              | 48              | 54              | 40              | 40              | 33              | 12              | 13              | 23              | 42              | 64              | 62              | 491             |
| Днів з опадами                         | 13,7            | 12,5            | 13,5            | 11,0            | 10,4            | 8,2             | 4,2             | 4,1             | 5,7             | 8,3             | 15,9            | 14,4            | 121,9           |
| Днів зі снігом                         | 3,4             | 1,7             | 0,8             | 0               | 0               | 0               | 0               | 0               | 0               | 0               | 1,2             | 3,3             | 10,4            |
| -------------------------------------- | --------------- | --------------- | --------------- | --------------- | --------------- | --------------- | --------------- | --------------- | --------------- | --------------- | --------------- | --------------- | --------------- |
| Джерело: National Climatic Data Center |                 |                 |                 |                 |                 |                 |                 |                 |                 |                 |                 |                 |                 |

## Демографія
Згідно з переписом 2010 року, у місті мешкало 2526 осіб у 1082 домогосподарствах у складі 670 родин. Густота населення становила 684 особи/км².  Було 1200 помешкань (325/км²).
Расовий склад населення:
| - 91,6 % — білих - 1,9 % — корінних американців - 0,6 % — вихідців з тихоокеанських островів - 0,6 % — азіатів - 0,4 % — чорних або афроамериканців - 1,8 % — осіб інших рас |

До двох чи більше рас належало 3,2 %. Частка іспаномовних становила 7,1 % від усіх жителів.
За віковим діапазоном населення розподілялося таким чином: 21,6 % — особи молодші 18 років, 56,2 % — особи у віці 18—64 років, 22,2 % — особи у віці 65 років та старші. Медіана віку мешканця становила 46,3 року. На 100 осіб жіночої статі у місті припадало 96,3 чоловіків;  на 100 жінок у віці від 18 років та старших — 95,1 чоловіків також старших 18 років.
Середній дохід на одне домашнє господарство  становив 54 476 доларів США (медіана — 37 121), а середній дохід на одну сім'ю — 67 481 долар (медіана — 48 500). Медіана доходів становила 40 787 доларів для чоловіків та 31 711 долар для жінок. За межею бідності перебувало 14,6 % осіб, у тому числі 15,2 % дітей у віці до 18 років та 12,7 % осіб у віці 65 років та старших.
Цивільне працевлаштоване населення становило 1153 особи. Основні галузі зайнятості: освіта, охорона здоров'я та соціальна допомога — 27,7 %, мистецтво, розваги та відпочинок — 11,2 %, публічна адміністрація — 8,3 %, роздрібна торгівля — 7,5 %.